# 시각 (단위)
시각(時刻)은 흐르는 시간 중 어느 한 시점이다.

## 어원
시각은 조선시대 이전에 사용되던 시간의 단위 체계였다. 흔히 12간지(干支)에 따라 하루를 열둘로 나누어 시(時)를 표시하는 십이시가 있었으며, 1각(刻)은 84분(현재의 14.4분)으로 정하여 하루를 100각으로 나눈 것이 시각이었다. 개화기 이후 일본에서 수입된 시, 분, 초 등으로 대체되었다.
각(刻)은 시헌력(時憲曆)을 채택하기 이전에 하루의 100분의 1이 되는 14분 24초 동안을 나타내던 단위였으나, 현재 1각은 약 15분을 의미하는 시간의 단위이다.
1시(時)는 '일각, 이각, 삼각, 반각(2분의 1시), 오각, 육각, 칠각, 정각'의 8각으로 나누었다. 1각은 약 15분쯤 된다. 4각과 8각은 반각과 정각으로 불렀다.

## 조선시대
조선시대의 시 구분은 십이지로 구분하거나 이십사방위를 통해 구분했는데, 각각 다음과 같다.
| 십이시      | 자시  | 축시  | 인시  | 묘시  | 진시  | 사시  | 오시  | 미시  | 신시  | 유시  | 술시  | 해시  |
| ----------- | ----- | ----- | ----- | ----- | ----- | ----- | ----- | ----- | ----- | ----- | ----- | ----- |
| 현대의 시각 | 23~01 | 01~03 | 03~05 | 05~07 | 07~09 | 09~11 | 11~13 | 13~15 | 15~17 | 17~19 | 19~21 | 21~23 |

이십사시는 다음과 같다. 이 때 ‘子자,癸계,丑축,艮간,寅인,甲갑,卯묘,乙을,辰진,巽손,巳사,丙병,午오,丁정,未미,坤곤,申신,庚경,酉유,辛신,戌술,乾건,亥해,任임’이다.
| 이십사시    | 자시  | 계시  | 축시  | 간시  | 인시  | 갑시  | 묘시  | 을시  | 진시  | 손시  | 사시  | 병시  |
| ----------- | ----- | ----- | ----- | ----- | ----- | ----- | ----- | ----- | ----- | ----- | ----- | ----- |
| 현대의 시각 | 23~00 | 00~01 | 01~02 | 02~03 | 03~04 | 04~05 | 05~06 | 06~07 | 07~08 | 08~09 | 09~10 | 10~11 |

| 이십사시    | 오시  | 정시  | 미시  | 곤시  | 신시  | 경시  | 유시  | 신시  | 술시  | 건시  | 해시  | 임시  |
| ----------- | ----- | ----- | ----- | ----- | ----- | ----- | ----- | ----- | ----- | ----- | ----- | ----- |
| 현대의 시각 | 11~12 | 12~13 | 13~14 | 14~15 | 15~16 | 16~17 | 17~18 | 18~19 | 19~20 | 20~21 | 21~22 | 22~23 |

## 같이 보기
- 십이시